# Canyon Lake (Texas)
Canyon Lake è un census-designated place degli Stati Uniti d'America, situato nella contea di Comal dello Stato del Texas. Fa parte dell'area metropolitana di San Antonio.
Il census-designated place di Canyon Lake comprende una serie di piccole comunità circostanti il lago Canyon, incluse Sattler, Startzville, Canyon City, Gru Mill, e Hancock. Comunità situate ai margini della CDP sono Fischer, Spring Branch, e Smithson Valley.

## Geografia fisica
Canyon Lake, Texas è situata a 29°52′53″N 98°16′03″W. Si trova adiacente al Canyon Lake, da cui prende il nome, circa 20 miglia a nord-ovest di New Braunfels e circa 40 miglia a nord-est del centro di San Antonio.
Secondo lo United States Census Bureau, ha un'area totale di 156,9 miglia quadrate (406 km²), di cui 144,3 miglia quadrate (374 km²) di terreno e 12,6 miglia quadrate (33 km², 8.04%) d'acqua.

## Società

### Evoluzione demografica
Secondo il censimento del 2000, c'erano 16.870 persone, 6.906 nuclei familiari e 5.055 famiglie residenti nella città. La densità di popolazione era di 116,9 persone per miglio quadrato (45,2/km²). C'erano 8.693 unità abitative a una densità media di 60,3 per miglio quadrato (23,3/km²). La composizione etnica della città era formata dal 94,86% di bianchi, lo 0,31% di afroamericani, lo 0,57% di nativi americani, lo 0,18% di asiatici, lo 0,03% di isolani del Pacifico, il 2,49% di altre razze, e l'1,55% di due o più etnie. Ispanici o latinos di qualunque razza erano il 9,77% della popolazione.
C'erano 6.906 nuclei familiari di cui il 27,0% aveva figli di età inferiore ai 18 anni, il 62,0% erano coppie sposate conviventi, il 7,5% aveva un capofamiglia femmina senza marito, e il 26,8% erano non-famiglie. Il 22,0% di tutti i nuclei familiari erano individuali e l'8,8% aveva componenti con un'età di 65 anni o più che vivevano da soli. Il numero di componenti medio di un nucleo familiare era di 2,44 e quello di una famiglia era di 2,81.
La popolazione era composta dal 22,4% di persone sotto i 18 anni, il 5,4% di persone dai 18 ai 24 anni, il 26,6% di persone dai 25 ai 44 anni, il 28,1% di persone dai 45 ai 64 anni, e il 17,5% di persone di 65 anni o più. L'età media era di 42 anni. Per ogni 100 femmine c'erano 98,9 maschi. Per ogni 100 femmine dai 18 anni in giù, c'erano 97,3 maschi.
Il reddito medio di un nucleo familiare era di 42.019 dollari, e quello di una famiglia era di 47.500 dollari. I maschi avevano un reddito medio di 34.575 dollari contro i 25.268 dollari delle femmine. Il reddito pro capite era di 21.516 dollari. Circa il 5,6% delle famiglie e l'8,7% della popolazione erano sotto la soglia di povertà, incluso il 14,4% di persone sotto i 18 anni e il 4,8% di persone di 65 anni o più.